# Isidre Riera i Galí
Isidre Riera i Galí (Manresa, Bages, 1859 - Barcelona, Barcelonès, 1942) va ésser un notari que es llicencià en Dret civil i canònic l'any 1882.
Exercí de notari a Sarral, a Sant Sadurní d'Anoia i a Albarrasí.
Dins el catalanisme polític, i sota el guiatge de la Unió Catalanista, fou designat delegat a les Assemblees de Manresa (1892), Reus (1893), Balaguer (1894) i Olot (1895).